# Santiago Cuauhtenco
Santiago Cuauhtenco är en ort i Mexiko, tillhörande kommunen Amecameca i den östra delen av delstaten Mexiko, i den centrala delen av landet. Orten hade 1 520 invånare vid folkräkningen 2010, och är det sjunde största samhället i kommunen.
Santiago Cuauhtenco ligger strax nordost om kommunhuvudstaden Amecameca de Juárez, på vulkanen Izcallihuatls sluttningar.